# Joby Talbot
Joby Talbot (Londra, 25 agosto 1971) è un compositore britannico.
Ha scritto per una vasta gamma di scopi e una vasta gamma di stili, tra cui musica da concerto strumentale e vocale, colonne sonore per film e televisione, arrangiamenti pop e opere per la danza. È quindi noto a un pubblico a volte disparato per opere molto diverse.
Composizioni di spicco includono le opere corali a cappella The Wishing Tree (2002) e Path of Miracles (2005); opere orchestrali Sneaker Wave (2004), Tide Harmonic (2009), Worlds, Stars, Systems, Infinity (2012) e Meniscus (2012); il tema e la colonna sonora della popolare serie comica della BBC Two The League of Gentlemen (1999-2002); le colonne sonore del film muto Il pensionante (1999) e La morte del cigno (2002) per il British Film Institute; le colonne sonore del film Guida galattica per autostoppisti (2005), Son of Rambow - Il figlio di Rambo (2007) e Penelope (2008).
Le opere per la danza includono Chroma (2006), Genus (2007), Fool's Paradise (2007), Chamber Symphony (2012) e i balletti in due atti Alice nel Paese delle Meraviglie (2011), The Winter's Tale (2014) e Like Water for Chocolate (2022) per il Royal Ballet.
Talbot ha presentato la sua prima opera nel gennaio 2015 con la Dallas Opera, un'opera in un atto intitolata Everest su libretto di Gene Scheer, che segue tre degli scalatori coinvolti nella tragedia dell'Everest del 1996.

## Biografia
Talbot è nato nell'agosto 1971 a Wimbledon, Londra. È cresciuto a Mitcham, a sud di Londra, e ha frequentato la King's College School di Wimbledon, con una borsa di studio di musica dall'età di otto anni. Talbot suonava il piano e l'oboe, ha studiato composizione privatamente con Brian Elias e dopo aver conseguito un Bachelor of Music presso la Royal Holloway University di Londra, ha completato un Master of Music (Composizione) presso la Guildhall School of Music and Drama con Simon Bainbridge.

## Inizi della carriera
Sebbene di formazione classica, gli inizi della carriera di Talbot si sono concentrati su colonne sonore di film e televisione e arrangiamenti pop. Il suo lavoro come arrangiatore e tastierista con la band di Neil Hannon The Divine Comedy è continuato dal 1993 al 2002. Ha anche suonato il sassofono nella canzone Time of Legends per il gruppo rock gotico Nosferatu, apparendo nel loro singolo del 1993 Savage Kiss e nel loro album del 1994 The Prophecy. Nel 1999, a seguito di alcuni piccoli lavori di colonna sonora televisiva, Talbot è stato incaricato di scrivere il tema e la colonna sonora per la serie comica della BBC Two The League of Gentlemen, per la quale ha ricevuto il Royal Television Society Award per il miglior titolo musicale e che avrebbe continuano a segnare in tutte le sue tre serie e film, The League of Gentlemen's Apocalypse (2005). Talbot è stato incaricato, sempre nel 1999, dal British Film Institute di fornire una nuova colonna sonora per il film muto di Alfred Hitchcock del 1927 Il pensionante, e ancora nel 2002 il BFI ha fatto scrivere a Talbot un trio di pianoforte per accompagnare La morte del cigno (1917) di Evgenii Bauer.
I lavori da concerto di questo periodo includono Luminescence (1997) per la BBC Philharmonic; Falling (1998), scritto per il violoncellista Phillip Sheppard; Incandescence (1998) per percussioni e orchestra, commissionato dal Brunel Ensemble e poi in tournée da Evelyn Glennie e la London Sinfonietta; Quartetto d'archi n. 1 (1999) e n. 2 (2002), per il Duke Quartet; il quartetto di sassofoni Blue Cell (2001) per l'Apollo Saxophone Quartet; e Minus 1500 (2001) per fagotto, percussioni, archi e pianoforte, commissionato dalla London Sinfonietta. Durante questo periodo, Talbot ha anche completato una popolare rielaborazione di All Mine dei Portishead per il contributo dei Divine Comedy all'album di cover di Tom Jones, Reload (1999).
Nel 2002, Talbot ha scritto The Wishing Tree, un cortometraggio madrigale a cappella che imposta un testo di Kathleen Jamie, per The King's Singers, commissionato dall'ensemble e The Proms come parte del Queen's Golden Jubilee. Successivamente, a Talbot è stato chiesto da Nigel Short, direttore artistico del coro da camera Tenebrae, di creare un'opera che descrivesse l'antico percorso di pellegrinaggio cristiano attraverso il nord della Spagna fino a Santiago de Compostela. Il pezzo risultante è stato il viaggio a cappella Path of Miracles della durata di un'ora, che ha ambientato testi multilingue raccolti da Robert Dickinson, che ha costantemente guadagnato popolarità tra gli ensemble vocali e il pubblico.
Sneaker Wave (2004) per la BBC National Orchestra of Wales è stata la seconda commissione Proms di Talbot, e anche in quell'anno è stato nominato Composer-in-Residence inaugurale di Classic FM, un progetto che ha coinvolto la composizione di un breve brano per piccolo ensemble per mese e ha portato all'album Once Around the Sun (2005 Sony BMG). Nel 2006, Talbot ha scritto il concerto per tromba Desolation Wilderness per la solista Alison Balsom e la Royal Liverpool Philharmonic e l'Orchestra Filarmonica di Turku. Un terzo lavoro per i Proms è stato l'arrangiamento di Talbot del 2011 di Ciaconia in sol minore di Purcell per la BBC Symphony Orchestra. L'anno successivo, Talbot è stato incaricato dalla Philharmonia Orchestra di scrivere un ottavo movimento per I pianeti di Holst, come parte della loro installazione interattiva Universe of Sound al Science Museum di Londra. Il lavoro, intitolato Worlds, Stars, Systems, Infinity è stato presentato per la prima volta alla Royal Festival Hall di Londra nel 2012, nell'ambito delle Olimpiadi culturali di Londra del 2012.

## Composizione per la danza
Collaborazioni con Wayne McGregor
Tra i brani composti come parte della residenza Classic FM di Talbot ci sono A Yellow Disc Rising from the Sea, Transit of Venus e Cloudpark, che hanno fatto parte della colonna sonora di Talbot per la produzione del Royal Ballet Chroma (2005), la sua prima collaborazione con l'attuale coreografo residente del Royal Ballet, Wayne McGregor aveva ascoltato il lavoro orchestrale di Talbot del 2004 Hovercraft e gli aveva chiesto di creare una colonna sonora più ampia attorno a questo. Gli elementi rimanenti della partitura Chroma sono le tracce 'Aluminium', 'Blue Orchid' e 'Hardest Button to Button' dall'album di cover strumentali di Talbot del 2005 di canzoni dei White Stripes, intitolato Aluminium, un progetto ideato ed eseguito in collaborazione con XL Il fondatore della registrazione Richard Russell e il collaboratore di lunga data di Talbot, il direttore e orchestratore Christopher Austin. Chroma ha vinto il South Bank Show Award for Dance e un Olivier Award per Best New Dance Production, e continua ad essere messo in scena da numerose compagnie a livello internazionale, tra cui il Bolshoi Ballet, San Francisco Ballet, Royal Danish Ballet, National Ballet of Canada, Boston Ballet, L'Australian Ballet e l'Alvin Ailey American Dance Theatre.
Dopo Chroma, McGregor e Talbot hanno collaborato a due ulteriori lavori, Genus (2007) per il Paris Opera Ballet, per il quale Talbot ha prodotto una colonna sonora elettroacustica con il musicista elettronico di Los Angeles Deru; ed Entity (2008) per la compagnia di McGregor Random Dance, una partitura divisa tra brani elettroacustici di Talbot e una partitura elettronica di Jon Hopkins. La metà di Talbot è stata adattata dal suo quartetto d'archi Manual Override, commissionato originariamente nel 2007 dal T'ang Quartet di Singapore; e dal lavoro per violoncello del 2005 Motion Detector, scritto per la violoncellista Maya Beiser.
Collaborazioni con Christopher Wheeldon
Successivamente a Chroma, Talbot è stato sempre più coinvolto in progetti per la danza, adattando la sua colonna sonora del 2002 per il film muto di Evgenii Bauer The Dying Swan alla colonna sonora di Fool's Paradise, un breve lavoro del 2007 ideato dal coreografo Christopher Wheeldon per la sua compagnia Morphoses e successivamente integrato nel repertorio di Il Royal Ballet.
Quando Wheeldon è stato incaricato di coreografare il primo nuovo balletto narrativo del Royal Ballet commissionato in quasi 20 anni, si è rivolto a Talbot per scrivere la colonna sonora. Alice's Adventures in Wonderland, commissionato congiuntamente dal Royal e dal National Ballet of Canada, è stato presentato per la prima volta alla Royal Opera House Covent Garden il 28 febbraio 2011 e al Four Seasons Performing Arts Centre, Toronto, il 4 giugno 2011. La produzione ha avuto la sua terza esecuzione consecutiva con il Royal Ballet nel marzo 2013 ed è stata finora portata in tournée con successo a Los Angeles e Washington D.C. dal National Ballet of Canada. Il New York Times ha dichiarato nel 2011: "Il punteggio di Mr. Talbot è la carta vincente per Alice."  Le produzioni del 2012 e del 2013 hanno ricevuto recensioni da ottime a eccellenti. Talbot è stato elogiato per la sua "colonna sonora sublimemente spiritosa, che sembra utilizzare ogni strumento per abbinare i suoni dalla fossa all'azione sul palco, creando un paesaggio sonoro lussureggiante che guida l'azione." Una suite da Alice's Adventures in Wonderland, insieme alla colonna sonora della prima collaborazione del duo Fool's Paradise, è stato registrato a Londra nel novembre 2012 dalla Royal Philharmonic Orchestra diretta da Christopher Austin e pubblicato nel gennaio 2013.
Nel maggio 2013, Wheeldon ha coreografato sezioni di una versione orchestrale del lavoro di Talbot del 2009 Tide Harmonic per Pacific Northwest Ballet, con lo stesso titolo.
A Londra nell'aprile 2014, la coppia ha presentato per la prima volta una seconda opera narrativa a figura intera per The Royal Ballet e National Ballet of Canada, un adattamento di The Winter's Tale di Shakespeare. Talbot ha commentato di aver passato due anni a pensare a "nient'altro". Il progetto si è rivelato particolarmente impegnativo poiché stava componendo musica da suonare con strumenti insoliti e la natura contrastante di ogni atto da uno a tre gli faceva sentire che doveva "ricominciare" altre due volte.  L'accoglienza della critica è stata favorevole con cinque stelle da The Times e The Telegraph e quattro da Financial Times e The Guardian, che hanno definito l'opera "un balletto da tenere". The Winter's Tale è stato presentato in anteprima in Nord America dal National Ballet of Canada a Toronto nel novembre 2015 ed è tornato al Covent Garden l'anno successivo. Con qualche modifica è stata eseguita di nuovo alla Royal Opera House nel 2018.
Eau and Chamber
I coreografi francesi Carolyn Carlson e Medhi Walerski hanno entrambi creato opere su colonne sonore appositamente commissionate da Talbot. La produzione di Carlson Eau per CCN Roubaix e l'Orchestre National de Lille è stata presentata in anteprima a Lille nel 2008, e Talbot ha successivamente adattato la colonna sonora come Tide Harmonic, un'opera da camera in cinque movimenti pubblicata su Signum Classics nel 2011. Walerski's Chamber è stata coreografata dalla Chamber Symphony di Talbot (2012) per il Netherlands Dance Theatre e il Norwegian National Opera and Ballet, e ha debuttato all'Aia nell'ottobre 2012. Il pezzo faceva parte di una programmazione mondiale incentrata sul 100 ° anniversario di The Rite di Igor Stravinsky della primavera (1913).

## Colonne sonore e arrangiamenti
Talbot ha continuato a scrivere per il cinema e la televisione, con colonne sonore degne di nota tra cui The Hitchhiker's Guide to the Galaxy (Garth Jennings, 2005); Penelope (Mark Palansky, 2006); Figlio di Rambow (Garth Jennings, 2007); C'è nessuno? (John Crowley, 2008); Franklyn (Gerald McMorrow, 2008); Burke e Hare (John Landis, 2010); e Hunky Dory (Marc Evans, 2011), per il quale Talbot ha sviluppato arrangiamenti orchestrali di canzoni pop con i giovani attori e musicisti del film, oltre a scrivere la colonna sonora in gran parte elettronica. Dopo il suo lavoro nella serie comica della BBC Two The League of Gentlemen (1999-2002), Talbot ha scritto il tema e, con Jeremy Holland-Smith, la colonna sonora per i co-creatori e attori di League Reece Shearsmith e la nuova serie di Steve Pemberton, Psychoville (2011 –12). Ulteriori lavori per la BBC hanno incluso il tema e (con Jeremy Holland-Smith e Richard Chester) la colonna sonora per la popolare serie per bambini Tracy Beaker Returns (2010-12). Talbot ha anche scritto il tema della prossima serie drammatica della BBC One Frankie.
Come arrangiatore, Talbot ha lavorato con numerosi musicisti pop contemporanei, tra cui Paul McCartney, Tom Jones, Air, Charlotte Gainsbourg, Neil Hannon e The Divine Comedy, Travis e Ute Lemper, e con il produttore discografico Nigel Godrich. Lo stesso Talbot è stato produttore e arrangiatore dell'album Aluminium di XL Recordings, una raccolta in edizione limitata di canzoni di The White Stripes, arrangiata da Talbot e Christopher Austin per orchestra da camera.
Nel 2016, Talbot ha fornito la colonna sonora per il film d'animazione Sing e ha ricevuto un Annie Award per Outstanding Achievement, Music in an Animated Feature Production.

## Composizioni degne di nota
- "Time of Legends" (1994), hired on a session basis to play saxophone on this Nosferatu song which appeared on their album The Prophecy
- Luminescence (1997), commissioned by the BBC Philharmonic Orchestra
- The Lodger (1999), a new score for Alfred Hitchcock's 1927 silent film, commissioned by the British Film Institute
- The League of Gentlemen (1999–2002), television soundtrack
- The Dying Swan (2002), a new score for Evgenii Bauer's 1917 silent film, commissioned by the British Film Institute
- Hovercraft (2004), commissioned by the Kensington Symphony Orchestra and later incorporated into the score for Chroma
- Path of Miracles (2005), an a cappella choral work commissioned by Tenebrae
- The Hitchhiker's Guide to the Galaxy (2005), film soundtrack
- Chroma (2006), an arrangement of existing works commissioned by The Royal Ballet and choreographed by Wayne McGregor
- Desolation Wilderness (2006), a trumpet concerto commissioned by the Royal Liverpool Philharmonic and Turku Philharmonic Orchestras, soloist Alison Balsom
- Fool's Paradise (2007), an adaptation of Talbot's 2002 score for Evgenii Bauer's silent film The Dying Swan, commissioned by Sadler's Wells Theatre for Morphoses' Fool's Paradise, choreographed by Christopher Wheeldon.
- Genus (2007), an electro-acoustic score written with electronic musician Deru, commissioned by the Paris Opera Ballet and choreographed by Wayne McGregor
- Tide Harmonic (2010), originally commissioned by CCN Roubaix for the dance work Eau (2008) by Carolyn Carlson
- Chacony in G Minor (after Purcell) (2011), commissioned by the BBC Symphony Orchestra and The Proms
- Alice's Adventures in Wonderland (2011), commissioned by The Royal Ballet and National Ballet of Canada, choreographed by Christopher Wheeldon
- Worlds, Stars, Systems, Infinity (2012), commissioned by the Philharmonia Orchestra for their 2012 interactive installation Universe of Sound
- Chamber Symphony (2012), commissioned by Nederlands Dans Theater and Het Residentie Orkest, choreographed as Chamber by Medhi Walerski
- Meniscus (2012), commissioned by the National Centre for the Performing Arts, Beijing
- The Winter's Tale (2014), commissioned by The Royal Ballet and National Ballet of Canada, choreographed by Christopher Wheeldon
- Everest, one-act opera
- Sing (2016), film soundtrack
- Sing 2 (2021), film soundtrack

## Registrazioni
- The Dying Swan, Music for 1 to 7 Players (2002, Black Box Music), Talbot's score for Evgenii Bauer's 1917 silent film, along with a selection of early works
- The Hitchhiker's Guide to the Galaxy (2005, Hollywood Records Inc), film soundtrack
- Once Around the Sun (2005, Sony BMG), the collected works written during Talbot's 2004 Classic FM residency, along with other short works
- Path of Miracles (2005, Signum Classics), an a cappella work descriptive of the ancient Christian pilgrimage route across northern Spain to Santiago de Compostela, in Galicia
- Aluminium (2006, XL Recordings), Talbot's chamber arrangements of songs by The White Stripes
- Arctic Tale (2007, Bulletproof), film soundtrack
- Genus (2007, Dear Oh Dear!/Ant-Zen), Talbot and Deru's original electro-acoustic score for choreographer Wayne McGregor's work of the same name, for the Paris Opera Ballet
- Son of Rambow (2008, Bulletproof), film soundtrack
- Penelope (2008, Lakeshore Records), film soundtrack
- Franklyn (2009, Silva Screen Records), film soundtrack
- Tide Harmonic (2011, Signum Classics), originally written for choreographer Carolyn Carlson's work Eau, Tide Harmonic is a five-movement chamber work describing the different states and functions of water
- Hunky Dory (2012, Decca Records), film soundtrack
- Suite from Alice's Adventures in Wonderland (2012, Signum Classics), the score for Christopher Wheeldon's full-length narrative ballet, for The Royal Ballet and National Ballet of Canada. Includes the score from another Wheeldon collaboration, Fool's Paradise. Performed by the Royal Philharmonic Orchestra under Christopher Austin.